# Sog (rivière)
Pour les articles homonymes, voir Sog.
La Sog est une rivière islandaise de la région Suðurland. Elle prend sa source dans le lac Þingvallavatn et se jette dans la Hvítá, qui prend alors le nom d'Ölfusá et devient la plus importante rivière d'Islande en termes de débit.
Trois centrales hydroélectriques sont situées sur le cours de la rivière: Ljósafossstöð (15 MW), Írafossstöð (48 MW) et Steingrímsstöð (27 MW).
La rivière est connue pour ses nombreux saumons, dont les plus gros attrapés sur l'île. On y trouve aussi de l'omble chevalier et des truites. Cependant, la présence des barrages a eu un impact relativement négatif sur ces poissons, bien que la situation s'améliore depuis peu.